# التهاب الجريبات الثاقب
التهاب الجريبات الثاقب (بالإنجليزية: Perforating folliculitis) هو مرض جلدي في البشر يتميز بطفح جلدي تقراني منفصل يشمل غالباً المناطق المشعرة من الأطراف.:539–540